# Homalium caryophyllaceum
Homalium caryophyllaceum är en videväxtart som först beskrevs av Heinrich Zollinger och Mor., och fick sitt nu gällande namn av George Bentham. Homalium caryophyllaceum ingår i släktet Homalium och familjen videväxter. Inga underarter finns listade i Catalogue of Life.